# 夢咲ねね
夢咲 ねね（ゆめさき ねね、1984年7月4日 - ）は、日本の女優。元宝塚歌劇団星組トップ娘役。
富山県富山市、富山第一高等学校出身。身長165cm。血液型A型。愛称は「ねね」。
所属事務所はキューブ。

## 来歴
2001年、宝塚音楽学校入学。
2003年、音楽学校卒業後、宝塚歌劇団に89期生として入団。入団時の成績は14番。月組公演「花の宝塚風土記／シニョール ドン・ファン」で初舞台。その後、月組に配属。
舞台映えする艶やかな美貌で注目を集め、2005年、彩輝直退団公演となる「エリザベート」で、新人公演初ヒロイン。タイトルロールとなる大役エリザベートを演じる。続く「BourbonStreet Blues」でバウホール公演初ヒロイン。
その後もスタイルの良さと粗削りながらも度胸の良さで、同期の白華れみと共に、新人公演やバウホール公演のヒロインを分け合いながら成長していく。
2007年の「大坂侍」（バウホール・日本青年館公演）で、東上公演初ヒロイン。
2008年1月30日付で星組へと組替え。同年の「ブエノスアイレスの風」（日本青年館・バウホール公演）で、2度目の東上公演ヒロイン。後にコンビを組むこととなる柚希礼音の相手役を務める。
2009年4月27日付で星組トップ娘役に就任。同年の「太王四神記」で柚希とのトップコンビ大劇場お披露目。
トップ就任後は、「ロミオとジュリエット」や「オーシャンズ11」、「眠らない男・ナポレオン」など話題作に多数出演し、2015年5月10日、「黒豹の如く／Dear DIAMOND!!」東京公演千秋楽をもって、宝塚歌劇団を柚希と同時退団。トップコンビとしての任期は6年を超え、平成以降では和央ようか・花總まりコンビに次ぐ記録となった。
退団後は本名の赤根那奈名義で一時期活動していたが、現在は宝塚時代の芸名に戻している。

## 人物
実妹は元雪組トップ娘役の愛加あゆであり、同時期に姉妹が揃ってトップ娘役を務めるのは、宝塚史上初のこととなった。

## 宝塚歌劇団時代の主な舞台

### 初舞台
- 2003年4 - 5月、月組『花の宝塚風土記（ふどき）』『シニョール ドン・ファン』（宝塚大劇場）

### 月組時代
- 2003年6 - 8月、『花の宝塚風土記（ふどき）』『シニョール ドン・ファン』（東京宝塚劇場）
- 2003年9月、『なみだ橋 えがお橋』（バウホール・日本青年館）
- 2003年11 - 2004年3月、『薔薇の封印』
- 2004年4 - 5月、『ジャワの踊り子』（全国ツアー）
- 2004年6 - 10月、『飛鳥夕映え』『タカラヅカ絢爛II』
- 2005年2 - 5月、『エリザベート』 - 新人公演：エリザベート（本役：瀬奈じゅん） 新人公演初ヒロイン[5][6][8][7]
- 2005年7 - 8月、『BourbonStreet Blues』（バウホール） - シンシア バウ初ヒロイン[9][8]
- 2005年9 - 12月、『JAZZYな妖精たち』 - モーリン、新人公演：ロージー（本役：城咲あい）『REVUE OF DREAMS』
- 2006年1 - 2月、『あかねさす紫の花』 - 小月『REVUE OF DREAMS』（中日劇場）
- 2006年5 - 8月、『暁（あかつき）のローマ』 - 新人公演：クレオパトラ（本役：城咲あい）『レ・ビジュー・ブリアン』
- 2006年10月、『オクラホマ!』（日生劇場） - アド･アニー
- 2007年1 - 4月、『パリの空よりも高く』 - カロン、新人公演：ミミ（本役：彩乃かなみ）『ファンシー・ダンス』 新人公演ヒロイン[18][8]
- 2007年5 - 6月、『大坂侍』（バウホール・日本青年館） - お勢 東上初ヒロイン[10][8]
- 2007年8 - 11月、『MAHOROBA』『マジシャンの憂鬱』 - エヴァ、新人公演：ヴェロニカ（本役：彩乃かなみ） 新人公演ヒロイン[18]
- 2008年1月、『ホフマン物語』（バウホール） - オランピア[注釈 1]／ジュリエッタ[注釈 2]／アントニア[注釈 3][19]

### 星組時代
- 2008年3 - 4月、『赤と黒-原作 スタンダール-』（ドラマシティ・日本青年館・愛知厚生年金会館） - マチルド
- 2008年6 - 10月、『THE SCARLET PIMPERNEL（スカーレット ピンパーネル）』 - マリー・グロショルツ、新人公演：イザベル（本役：花愛瑞穂）
- 2008年11月、『ブエノスアイレスの風』（日本青年館・バウホール） - イサベラ 東上ヒロイン[12][13][7]
- 2009年2 - 4月、『My dear New Orleans（マイ ディア ニュー オリンズ）』 - ネティ、新人公演：シスター・サラ（本役：美穂圭子）『ア ビヤント』

### 星組トップ娘役時代
- 2009年6 - 9月、『太王四神記 Ver.II』 - キハ 大劇場トップお披露目公演[14][2][7]
- 2009年10 - 11月、『再会』 - サンドリーヌ『ソウル・オブ・シバ!!』（全国ツアー）
- 2010年1 - 3月、『ハプスブルクの宝剣』 - アーデルハイト／マリア・テレジア『BOLERO』
- 2010年4 - 5月、『激情』 - カルメン『BOLERO』（全国ツアー）
- 2010年7 - 8月、『ロミオとジュリエット』（梅田芸術劇場・博多座） - ジュリエット[7]
- 2010年10 - 12月、『宝塚花の踊り絵巻』『愛と青春の旅だち』 - ポーラ
- 2011年2月、『愛するには短すぎる』 - バーバラ・オブライエン『ル・ポァゾン 愛の媚薬II』（中日劇場）
- 2011年4 - 7月、『ノバ・ボサ・ノバ』 - エストレーラ『めぐり会いは再び』 - シルヴィア・ド・オルゴン
- 2011年8 - 9月、『ノバ・ボサ・ノバ』 - エストレーラ『めぐり会いは再び』 - シルヴィア・ド・オルゴン（博多座・中日劇場）
- 2011年11 - 2012年2月、『オーシャンズ11』 - テス・オーシャン[7]
- 2012年3 - 4月、柚希礼音スペシャル・ライブ『REON!!』（ドラマシティ・日本青年館）
- 2012年5 - 8月、『ダンサ セレナータ』 - モニカ『Celebrity』
- 2012年9月、『琥珀色の雨にぬれて』 - シャロン・カザティ『Celebrity』（全国ツアー）
- 2012年11 - 2013年2月、『宝塚ジャポニズム〜序破急〜』『めぐり会いは再び 2nd〜Star Bride〜』 - シルヴィア・ド・オルゴン『Étoile de TAKARAZUKA（エトワール ド タカラヅカ）』 - マドモワゼルエトワール／ゴールドアリエス／ヘーラ／ヴァルゴファムS（歌手）／エトワールフィーユS／アドレファム
- 2013年3 - 4月、『宝塚ジャポニズム〜序破急〜』『怪盗楚留香（そりゅうこう）外伝-花盗人（はなぬすびと）-』 - 左明珠『Étoile de TAKARAZUKA（エトワール ド タカラヅカ）』（中日劇場・台北国家戯劇院）
- 2013年5 - 8月、『ロミオとジュリエット』 - ジュリエット
- 2013年10月、専科『第二章』（バウホール） - ジェニファー・マローン
- 2014年1 - 3月、『眠らない男・ナポレオン-愛と栄光の涯（はて）に-』 - ジョセフィーヌ[7][16]
- 2014年4月、月組『TAKARAZUKA 花詩集100!!』（宝塚大劇場） Wエトワール[注釈 4]
- 2014年5月、専科『第二章』（日本青年館） - ジェニファー・マローン
- 2014年7 - 10月、『The Lost Glory -美しき幻影-』 - ディアナ・キャンベル『パッショネイト宝塚!』
- 2014年11月、柚希礼音スーパー・リサイタル『REON in BUDOKAN〜LEGEND〜』（日本武道館）
- 2015年2 - 5月、『黒豹（くろひょう）の如（ごと）く』 - カテリーナ・デ・ラミレス『Dear DIAMOND!!』 退団公演[15][7]

### 出演イベント
- 2003年6月、TCAスペシャル2003『ディア・グランド・シアター』
- 2004年10月、第45回『宝塚舞踊会』
- 2004年12月、彩輝直バウ・パフォーマンス『熱帯夜話』
- 2006年9月、TCAスペシャル2006『ワンダフル・ドリーマーズ』
- 2007年9月、TCAスペシャル2007『アロー!レビュー!』
- 2008年12月、タカラヅカスペシャル2008『La Festa!』
- 2009年6月、『百年への道』
- 2009年11月、第50回記念『宝塚舞踊会』
- 2009年12月、タカラヅカスペシャル2009『WAY TO GLORY』
- 2011年4月、『ノバ・ボサ・ノバ』前夜祭
- 2011年11月、第51回『宝塚舞踊会』
- 2011年12月、タカラヅカスペシャル2011『明日に架ける夢』
- 2012年12月、タカラヅカスペシャル2012『ザ・スターズ!〜プレ・プレ・センテニアル〜』
- 2014年4月、宝塚歌劇100周年 夢の祭典『時を奏でるスミレの花たち』
- 2014年10月、『演劇人祭 特別篇』[注釈 5]
- 2014年12月、タカラヅカスペシャル2014『Thank you for 100 years』
- 2015年3月、夢咲ねねミュージック・サロン『N-style』 主演[20]

## 宝塚歌劇団退団後の主な活動

### 舞台
- 2015年7 - 8月、『サンセット大通り』（赤坂ACTシアター・愛知県芸術劇場・シアターBRAVA!） - ベティ・シェーファー[17][21]
- 2016年4 - 6月、『1789 -バスティーユの恋人たち-』（帝国劇場・梅田芸術劇場） - オランプ[注釈 6][17][22]
- 2017年2月、『ビッグ・フィッシュ』（日生劇場） - ジョセフィーン・ブルーム[注釈 7][17][23]
- 2017年5 - 7月、『グレート・ギャツビー』（日生劇場・中日劇場・梅田芸術劇場・博多座） - デイジー・ブキャナン[17][24]
- 2018年4 - 7月、『1789-バスティーユの恋人たち-』（帝国劇場・新歌舞伎座・博多座） - オランプ[注釈 6][25]
- 2019年1 - 2月、『ラブ・ネバー・ダイ』（日生劇場） - メグ・ジリー[注釈 8][26]
- 2019年4 - 5月、『笑う男 The Eternal Love-永遠の愛-』（日生劇場・御園座・新川文化ホール・梅田芸術劇場・北九州ソレイユホール） - デア[注釈 9][27]
- 2019年11 - 12月、『ビッグ・フィッシュ』（シアタークリエ・アイリス・兵庫県立芸術文化センター） - ジョセフィーン・ブルーム[28]
- 2021年1 - 2月、『ポーの一族』（梅田芸術劇場・東京国際フォーラム・御園座） - シーラ・ポーツネル男爵夫人[29]
- 2021年10 - 11月、『October Sky-遠い空の向こうに-』（シアターコクーン・森ノ宮ピロティホール） - ミス・ライリー[30]
- 2022年1月、『天使は桜に舞い降りて』（サンシャイン劇場・名古屋市公会堂・ドラマシティ）[31]
- 2022年3 - 4月、『夜来香ラプソディ』（シアターコクーン・ビレッジホール・サンケイホールブリーゼ・長岡市立劇場）[32]
- 2022年6月、『スワンキング』（東京国際フォーラム・愛知・大阪・福岡） - エリザベート[33]
- 2022年8 - 9月、『8人の女たち』（サンシャイン劇場・ドラマシティ）[34]
- 2022年11 - 2023年1月、『東京ラブストーリー』（東京建物 Brillia HALL・ドラマシティ・アイリス・JMSアステールプラザ） - 関口さとみ[注釈 10][2]
- 2023年2月、『Ordinary Days』（俳優座劇場・TTホール） - クレア[35]
- 2023年5 - 7月、『ファインディング・ネバーランド』（新国立劇場・梅田芸術劇場・久留米シティプラザ・オーバード・ホール・愛知県芸術劇場） - メアリー・バリ[36]
- 2023年12 - 2024年1月、『赤と黒』（プレイハウス・ドラマシティ） - ルイーズ・ド・レナール[37]
- 2024年7 - 8月、『モダン・ミリー』（シアタークリエ・新歌舞伎座・ビレッジホール・博多座・昭和女子大学人見記念講堂） - ミス・ドロシー・ブラウン[38]
- 2024年9月、『庭の見える部屋と四つの物語』（東京文化会館）[39]
- 2024年12月、『RUNWAY』（梅田芸術劇場・KAAT神奈川芸術劇場）[40]
- 2025年4 - 5月、『ホリデイ・イン』（東急シアターオーブ・SkyシアターMBS）[41]
- 2025年8月、『M FESTIVAL』（明治座）[42]
- 2025年10月、『坂本冬美特別公演』（新歌舞伎座）[43]

### ドラマ
- 2017年2月、フジテレビ『ラブホの上野さん』第4話 - みのり[注釈 7][44]
- 2017年4月、テレビ朝日『警視庁捜査一課9係 season12』第3話 - 桜坂響子

### 映画
- 2017年4月、『ろくでなし』 - 紀子[注釈 7][45]

## 広告・CM出演
- 2009 - 2015年、『阪急交通社』イメージキャラクター[46]

## 受賞歴
- 2007年、『宝塚歌劇団年度賞』 - 2006年度新人賞[47]
- 2007年、『阪急すみれ会パンジー賞』 - 新人賞[48]
- 2010年、『宝塚歌劇団年度賞』 - 2009年度努力賞[47]
- 2010年、『阪急すみれ会パンジー賞』 - 娘役賞[48]
- 2013年、『宝塚歌劇団年度賞』 - 2012年度優秀賞[47]